# Piazza della Transalpina

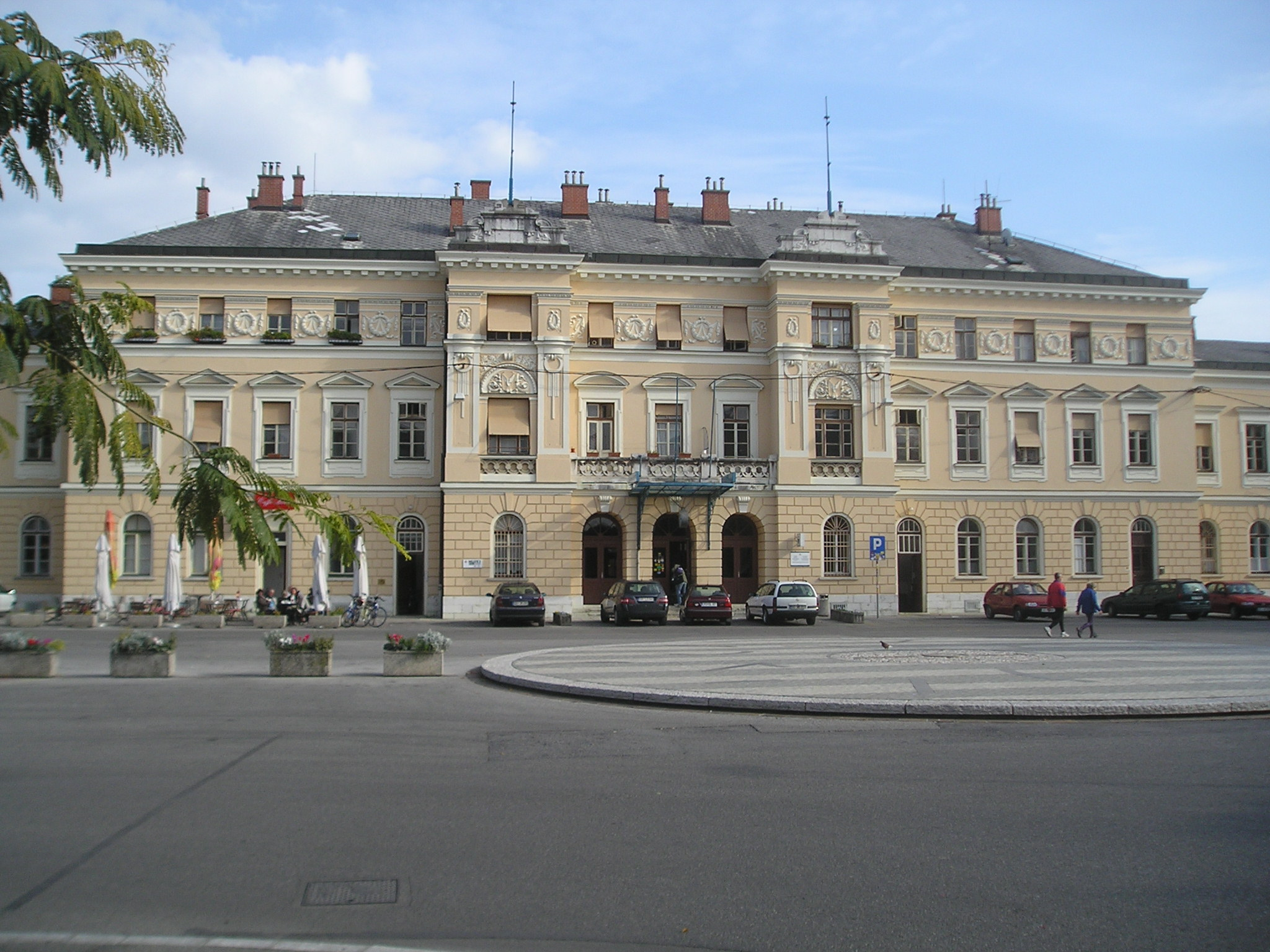
Piazza della Transalpina med järnvägsstationen.

Piazza della Transalpina (Transalpinska torget på italienska) eller Evropski trg (Europatorget på slovenska), är ett torg som ligger på gränsen mellan Italien och Slovenien. I samband med Sloveniens inträde i EU den 1 maj 2004 ville de kommunala förvaltningarna i det italienska Gorizia samt i det slovenska Nova Gorica att man skulle bygga ett gemensamt torg framför järnvägsstationen som ligger mittemellan de båda städerna. 
Man ville att torget skulle symbolisera:
- en sammanlänkning mellan de båda städerna
- avskaffandet av kontroller
- ett enat Europa

År 2004 anlades torget som består av två stålplattor varav den ena ligger på den italienska sidan och den andra på den slovenska sidan. Det cirkulära torget består av mosaik med ett motiv framtaget av en konstnär från Trieste vid namn Franko Vecchiet. Den italienska och slovenska borgmästaren har inte enats om ett gemensamt namn för torget ännu. Italienarna kallar torget för Piazza della Transalpina medan slovenerna kallar torget för Europe Square. Torget invigdes med en stor fest den 1 maj 2004 samma dag som Slovenien blev medlem i EU. Numera finns ett museum beläget inne i järnvägsstationen. Där kan man beskåda en utställning om hur livet i Gorizia tedde sig under åren 1945–2004.